# Molnos
Molnos (szlovákul: Mlynárce) Nyitra városrésze, egykor önálló falu Szlovákiában, a Nyitrai kerületben, a Nyitrai járásban.

## Fekvése
Nyitra központjától 5 km-re délnyugatra, a Nyitra folyó jobb partján fekszik.

## Története
Verő Z. egy honfoglaló lovas harcos sírleleteit (2 kengyel, vascsat, bronzkarkötő) adományozta a nyitrai múzeumnak, melyek a molnosi téglagyárban kerültek elő.
A régészeti leletek tanúsága szerint már a 10. és a 12. század között magyar szállásterület volt a helyén. A falut 1409-ben "Molnosfalu" néven említik először. 1447-ben Hunyadi János Molnost a nyitrai káptalannak adományozta. A török háborúkban a település súlyos károkat szenvedett, melyet csak a 18. században hevert ki.
Vályi András szerint: "MOLNOS. Tót falu Nyitra Várm. földes Ura a’ Nyitrai Káptalanbéli Uraság, fekszik Nyitrához közel, és annak filiája, határja jó, nádgya elég van, szőlő hegye termékeny, legelője elég, piatzozása Nyitrán van."
Fényes Elek szerint: "Molnos, tót falu, Nyitra vmegyében, a Nyitra jobb partján, Nyitrához 1/4 órányira: 351 kath. lak. F. u. a nyitrai káptalan."
Nyitra vármegye monográfiája szerint: "Molnos, Nyitra mellett, nyugotra fekvő tót község, 548 r. kath. vallásu lakossal. Posta-, táviró- és vasúti állomása Nyitra. Kis kápolnáját 1894-ben Karlanek Antal építtette. Földesura a XVI. század elejétől a nyitrai káptalan volt, melynek itt ma is nagyobb birtoka van."
1883 augusztusában súlyos tűzvész pusztított, melyben az egész falu leégett.
Az első világháború alatt főként a nemi betegeknek fenntartott katonai kórház működött itt, melynek külön katonai temetője van. A trianoni diktátumig Nyitra vármegye Nyitrai járásához tartozott.

## Népessége
1880-ban 362 szlovák és 5 magyar anyanyelvű lakosa volt.
1890-ben 521 szlovák és 14 magyar anyanyelvű lakta.
1900-ban 665 szlovák és 25 magyar anyanyelvű lakosa volt.
1910-ben 758 lakosából 670 szlovák és 74 magyar anyanyelvű.
1921-ben 794 csehszlovák és 25 magyar lakta.
1930-ban 1058 csehszlovák és 1 magyar lakosa volt.

## Nevezetességei
- Szent Cirill és Metód tiszteletére szentelt temploma 1944 és 1947 között épült.
- Területén első világháborús hősi temető található.

## Külső hivatkozások
- Nyitra város hivatalos oldala